# 氯化三丁基錫
三丁基氯化锡是一种有机锡化合物，示性式为 (CH3CH2CH2CH2)3SnCl。它在常溫常壓下是一种可溶于有机溶剂的无色液体。

## 制备和反应
该化合物通过氯化锡和四丁基锡的複分解反应制备：
{\displaystyle {\ce {3 (C4H9)4Sn + SnCl4 -> 4 (C4H9)3SnCl}}}
三丁基氯化锡可被水解成三丁基氧化錫 [(C4H9)3Sn]2O。
三丁基氯化锡用作其他有机锡化合物和有機錫试剂（如氢化三丁基锡）的前体。